# Umorzenie (powieść)
Umorzenie – polski thriller prawniczy autorstwa Remigiusza Mroza. Powieść jest dziewiątą częścią serii o adwokat Joannie Chyłce i Kordianie Oryńskim. Została wydana nakładem wydawnictwa Czwarta Strona w 2019 roku.

## Fabuła
Skalscy wydawali się być idealną rodziną, do czasu gdy pewnej nocy sąsiedzi usłyszeli krzyki dochodzące z ich domu. Policjanci, którzy zjawili się na miejscu odnajdują zamordowanych matkę z dziećmi. Jedynym podejrzanym zostaje głowa rodziny. Sprawca przyznaje się do przestępstwa ale ma alibi które przeczy jego winie.

## Odbiór
Powieść zdobyła średnią ocenę 7.3/10 na portalu Lubimy Czytać, przy 7937 ocenach. Użytkownicy strony napisali ponad 600 opinii o książce.
Recenzent „Kuriera Porannego” zauważył w powieści zwiększoną rolę bohaterów kobiecych, i pochwalił „niejednoznaczne zakończenie” i „wrażliwość społeczną” autora.
Jak wiele innych utworów Mroza, książką uzyskała dobre wyniki sprzedaży.